# Bosgebied bij Opalfene
Het  bosgebied bij Opalfene is een bosgebied bij het gehucht Opalfene bij Ternat in de provincie Vlaams-Brabant. Het ligt langs de Spoorlijn 50 (Brussel-Denderleeuw) en de Steenvoordebeek waar deze de Heirbaan kruist. In het natuurgebied van zowat vier hectare ligt een grote (padden)poel. Het bos maakte historisch deel uit van het Hertigembos en is het tweede grootste bosgebied van Ternat.

## Geschiedenis
Het was een deel van het destijds genoemde 'Ternath bosch', zoals vermeld op de Ferrariskaart van 1777. Het gebied is van oudsher (deels) bebost, zo bevestigen oude landkaarten, zoals de militaire Josephinische Landaufnahme van de Oostenrijkse Nederlanden en de Ferrariskaart. Het gehucht Opalfene was in de vorige eeuwen het gehucht met het grootste huizenaantal (73 in 1900), en dit na na het centrum van Ternat met de stationswijk (315). Dat heeft tot ontbossing van een deel van Ternath Bosch geleid. Ook werd de vijver (volgens de Popp-kaart voor 1850) grotendeels gedempt. Maar na een korte tijd is de open ruimte terug door de natuur ingenomen. Luchtfoto's van het NGI leren dat er in de zeventiger jaren van de 20e eeuw nog kort een gedeeltelijke kaalslag is geweest, maar sindsdien is er terug een bos ontstaan.
De waterplas beperkt zich nu tot een poel achteraan het bos. Het 'eiland' in het midden is verdwenen. Sommigen veronderstellen dat de Ferrariskaart een kasteel afbeeldt. Pastoor Lascabanne en geschiedschrijver Debast stellen dat er 'aldaar' (zonder precisering) een motte was, Maar meer is over dat eventuele kasteel niet geweten. Deze vijver functioneerde vroeger wellicht als stuwbekken voor de (buiten gebruik zijnde) watermolen aan de overzijde van de Heirbaan.

## Bescherming
Vaak wordt gesteld dat het stukje bos tegenover de oude watermolen van Opalfenen een beschermd natuurgebied is, maar de aard van die bescherming wordt niet gepreciseerd. Het gebied is als bosgebied ingekleurd op het gewestplan Halle-Vilvoorde-Asse uit 1977 als deel van een groter geheel, tot in Sint-Martens-Bodegem. Dit houdt in dat het gebied 'bebost is of te bebossen is'.
Het gebied is biologisch waardevol. Het is opgenomen op de Biologische Waarderingskaart (versie 2). Het gebied werd ook opgenomen in het zogenoemde Riviercontract van de Bellebeek. Daarmee wordt een engagement aangegaan dat de daarin beschreven waterlopen – waaronder de Steenvoordebeek – bijzondere aandacht en bescherming krijgen. De gemeente Ternat heeft het gebied in 2008 aangekocht, wat een bijkomende bescherming biedt.

## Functies
Langsheen het bosgebied loopt het Opalfenepoelpad, een trage weg die bereikbaar is vanuit de Heirbaan. Bij het uitwerken van het wandelnetwerk tussen Opalfene en Neeralfene in 2020 werd het tracé langs de watermolen vanOpalfene en de poel in het bos aangelegd. Een kijkwand maakt het mogelijk dieren bij en op de poel te observeren zonder deze te verstoren.

## Topografie

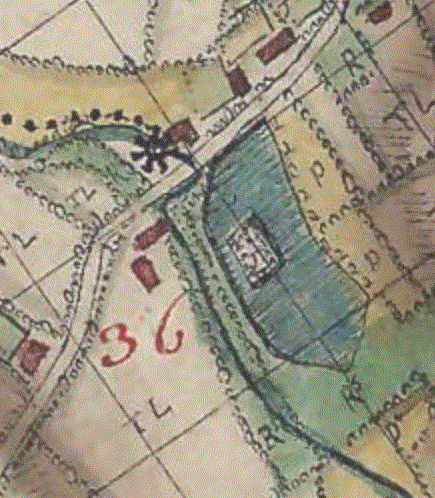
Josephina-karte 1767-1774
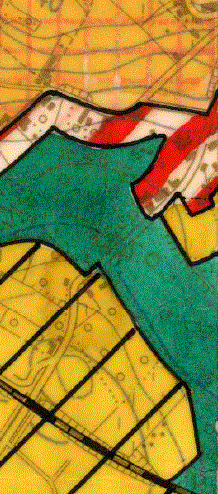
gewestplan Halle-Vilvoorde-Asse
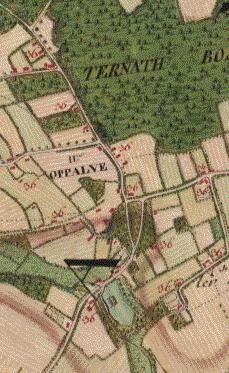
Ferrariskaart met Ternath Bosch (1777)
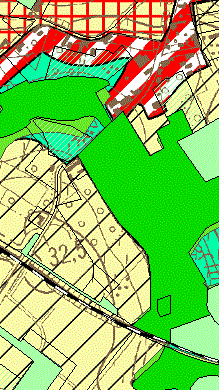
Biologische waarderingskaart

## Toponymie
De naam Opalfene heeft in Ternat zijn tegenhanger Neeralfene. Beide gehuchten van Ternat danken deze benaming wellicht aan de naam Alfene/Alfnam, de oude naam van de Steenvoordebeek. Maar er zijn in de toponymie ook andere mogelijke verklaringen, zoals een afgeleide van de persoonsnaam Athawulf. Weer anderen zien een verband met elfen, de Germaanse mythologische natuurgeesten die in de omgeving van waterrijke gebieden wonen.

## Afbeeldingen

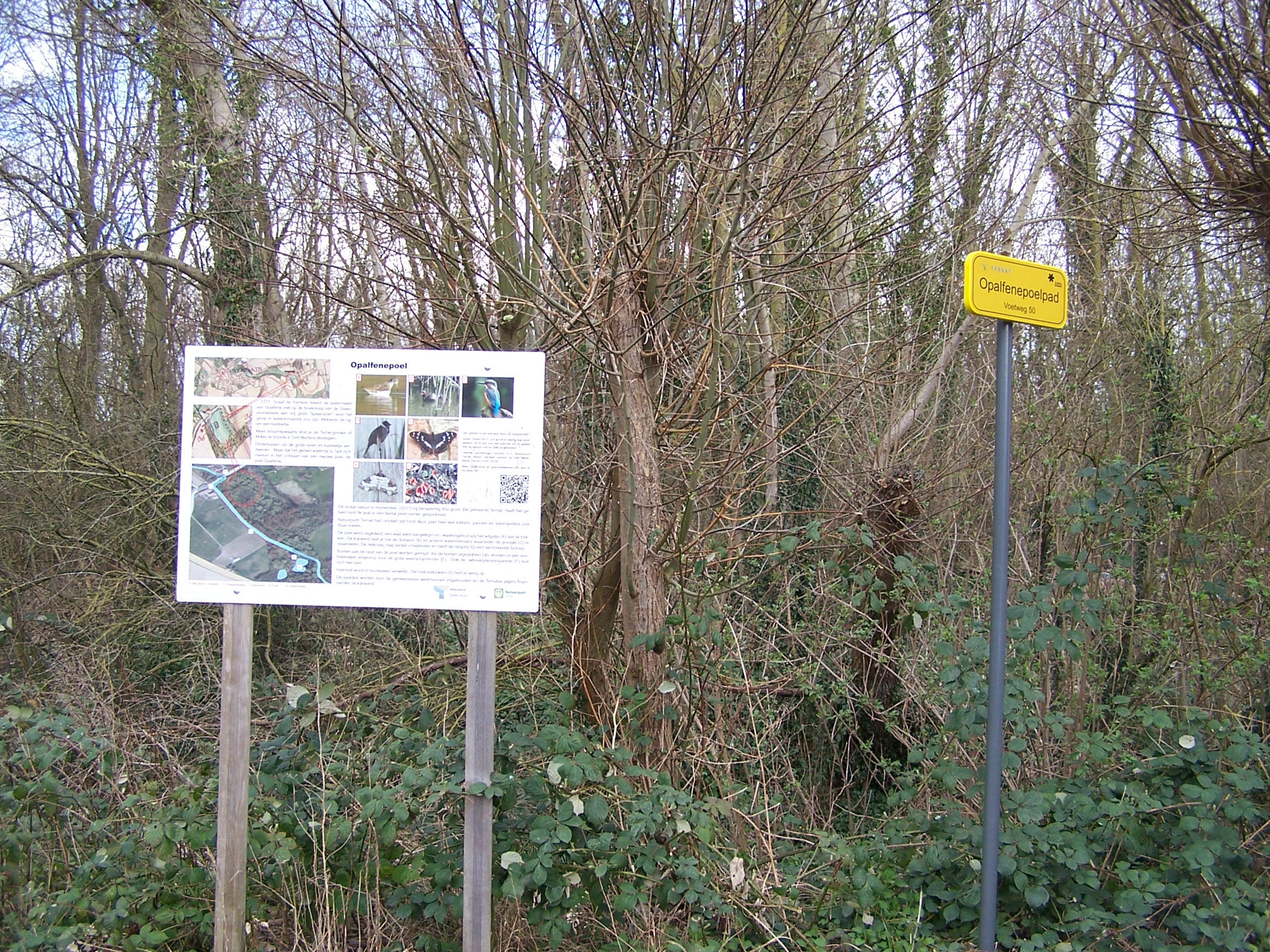
Begin Opalfenepoelpad
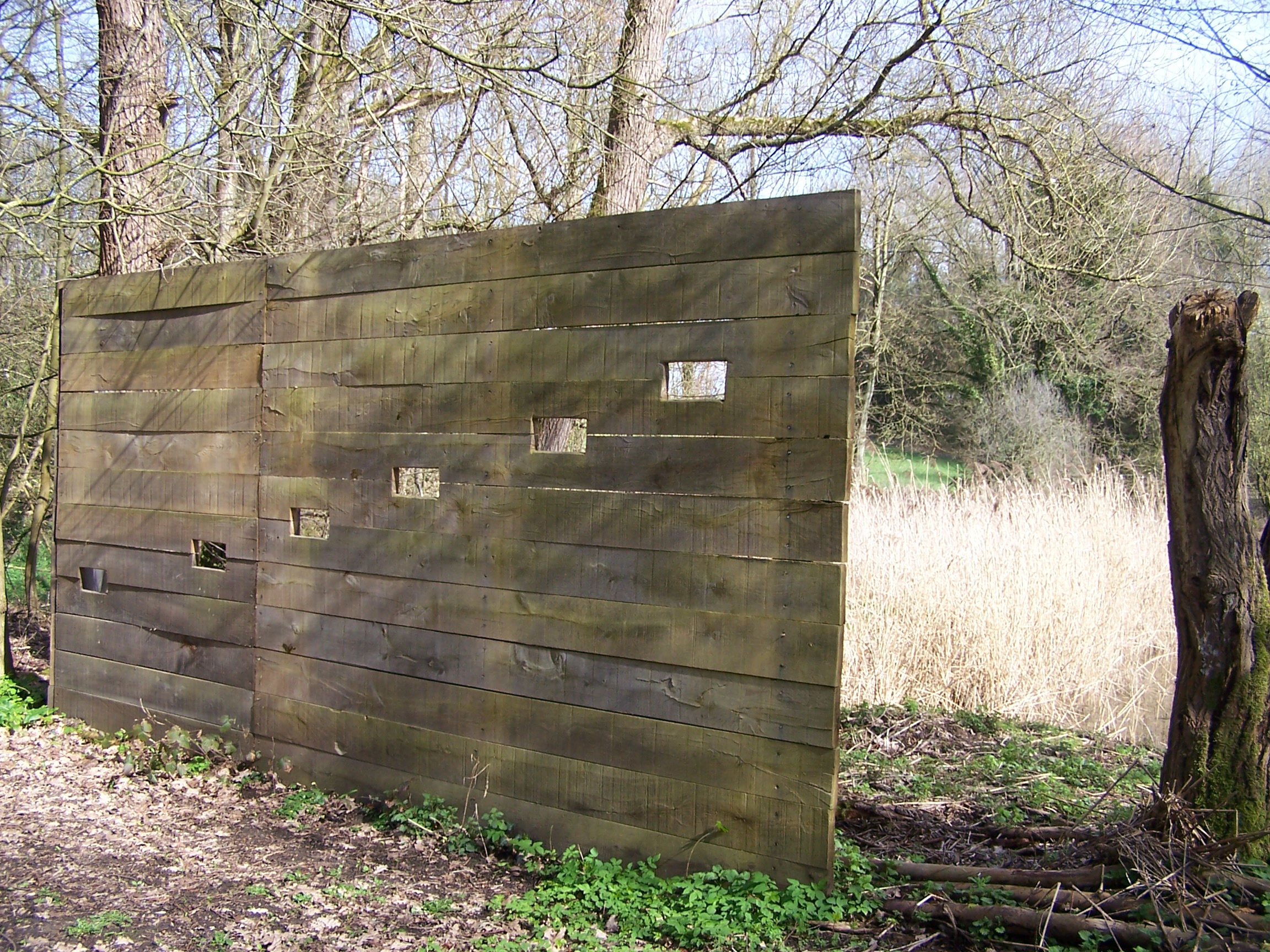
Kijkwand
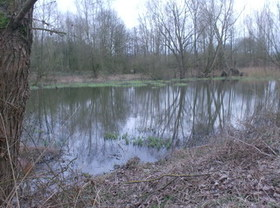
Opalfenepoel in maart